# エメルソン・レオン
エメルソン・レオン（ポルトガル語: Émerson Leão、1949年7月11日 - ）は、ブラジル・サンパウロ州出身の元サッカー選手、サッカー指導者。現役時代のポジションはゴールキーパー。

## 経歴
現役時代はGKでブラジル代表の守護神として活躍。ワールドカップは1970年、1974年、1978年、1986年の4大会で代表となり、1974年と1978年大会では全試合に出場した。
1992年、清水エスパルスの2代目監督として来日。ヴェルディ川崎（現・東京ヴェルディ）と常にJリーグ、ナビスコカップなどで優勝争いを展開するチームに育てるも、あと一歩のところで優勝を逃した。また、1993年の第2ステージでは、優勝争いに加わり2位に入った。1994年の第1ステージでは、優勝争いに加わり、2位に導いたが、選手と賄賂を行っていたことが発覚し、監督を解任される。
1996年後期にはV川崎の監督に就任、天皇杯優勝を飾るがリーグ戦の成績不振を理由にその年限りで解任された。天皇杯優勝後の会見で解任された事に関して、不満を示した。その後2000年にブラジル代表監督に就任したが、翌2001年のコンフェデ杯でブラジル国内でプレーする選手中心だったとはいえ、4位に終わったことを受けて解任された。2005年4月、サンパウロFC監督として、サンパウロ州選手権優勝（19試合中、14勝3分2敗）、その直後、成績不振を理由に前監督を解任したヴィッセル神戸の監督就任で実に9年ぶりのJリーグ復帰を果たしたが、成績改善に結びつかず、わずか2か月で退任（事実上の解任）。7月18日、16年ぶりにブラジル・SEパルメイラス監督に復帰した。
ラモス瑠偉はレオンの清水時代からその戦術を酷評していたが、1996年にレオンのV川崎への監督就任が決定すると、その下でプレーすることにあからさまに拒絶反応を示し、前身の読売時代から永きにわたって在籍していたV川崎から京都への移籍を決断した（翌1997年にレオンが解任されるとすぐさまV川崎に復帰）。
反面、清水・V川崎でレオンの指導を受けた三浦泰年はレオンを恩師と慕っており、三浦がヴィッセル神戸で強化担当の任についた際にレオンを監督として招聘した。伊東輝悦が、J1500試合出場達成時、Jリーグアフターゲームショーに出演した際、「最も影響を受けた監督は?」という質問にレオンの名前を挙げている。

## 代表歴

### 試合数
- 国際Aマッチ 80試合（1970年-1986年）[2]

| ブラジル代表 | 国際Aマッチ | 国際Aマッチ |
| 年           | 出場        | 得点        |
| ------------ | ----------- | ----------- |
| 1970         | 2           | 0           |
| 1971         | 0           | 0           |
| 1972         | 4           | 0           |
| 1973         | 5           | 0           |
| 1974         | 15          | 0           |
| 1975         | 0           | 0           |
| 1976         | 5           | 0           |
| 1977         | 13          | 0           |
| 1978         | 12          | 0           |
| 1979         | 8           | 0           |
| 1980         | 0           | 0           |
| 1981         | 0           | 0           |
| 1982         | 0           | 0           |
| 1983         | 14          | 0           |
| 1984         | 0           | 0           |
| 1985         | 0           | 0           |
| 1986         | 2           | 0           |
| 通算         | 80          | 0           |

## タイトル

### 選手
パルメイラス
- ブラジル全国選手権 : 1969, 1972, 1973
- サンパウロ州選手権 : 1972, 1974, 1976
- ラモン・デ・カランサ杯 : 1969, 1974, 1975

グレミオ
- リオグランデ・ド・スル州選手権 : 1980
- ブラジル全国選手権 : 1981

コリンチャンス
- サンパウロ州選手権 : 1983

ブラジル代表
- FIFAワールドカップ : 1970

### 監督
スポルチ
- ブラジル全国選手権 : 1987 (CBF主催)
- ペルナンブーコ州選手権 : 2000

清水エスパルス
- 神奈川杯 : 1992

ヴェルディ川崎
- 天皇杯 : 1996

アトレチコ・ミネイロ
- コパCONMEBOL : 1997

サントス
- コパCONMEBOL : 1998
- ブラジル全国選手権 : 2002

サンパウロ
- サンパウロ州選手権 : 2005